# 李琦 (盛王)
李琦（720年代721年至725年—764年），本名李沐，唐玄宗李隆基第二十一子，母为武惠妃。
生年不详，从其兄李瑁的生年推断，当在721年之后。开元十三年（725年）三月，封为盛王。十五年（727年），领扬州大都督。二十年（732年），加开府仪同三司，余如故，改名李琦。天宝五年（746）年左右，纳武敬一女武氏为王妃。十五年（756年）六月，玄宗因安禄山之乱至蜀，在路封李琦为广陵大都督，仍领江南东路及淮南河南等路节度支度采访等使，以前江陵大都督府长史刘汇为之副都督，以广陵长史李成式为副大使、兼御史中丞。李琦后来没有成行。广德二年（764年）四月，李琦薨，赠太傅。

## 家庭
- 王妃
  - 武氏，武敬一女，祖母吉氏为吉温姐妹。其父武敬一可能是武惠妃曾祖父武士让的弟弟武士逸的曾孙武敬（又作武敬一）[2]。
- 儿子
  - 李偿，封真定王、太常卿同正员
  - 李佩，武都王、殿中监同正员
  - 李俗，徐国公
  - 李系，许国公

## 延伸阅读
[在维基数据编辑]
 《舊唐書·卷107》，出自刘昫《舊唐書》
 《新唐書·卷082》，出自《新唐書》